# Hihyā
Hihyā es un distrito de la gobernación de Oriental, Egipto. En julio de 2017 tenía una población estimada de 299 620 habitantes.
Se encuentra ubicado en la zona oriental del delta del Nilo, al noreste de El Cairo.